# Deep Space Network

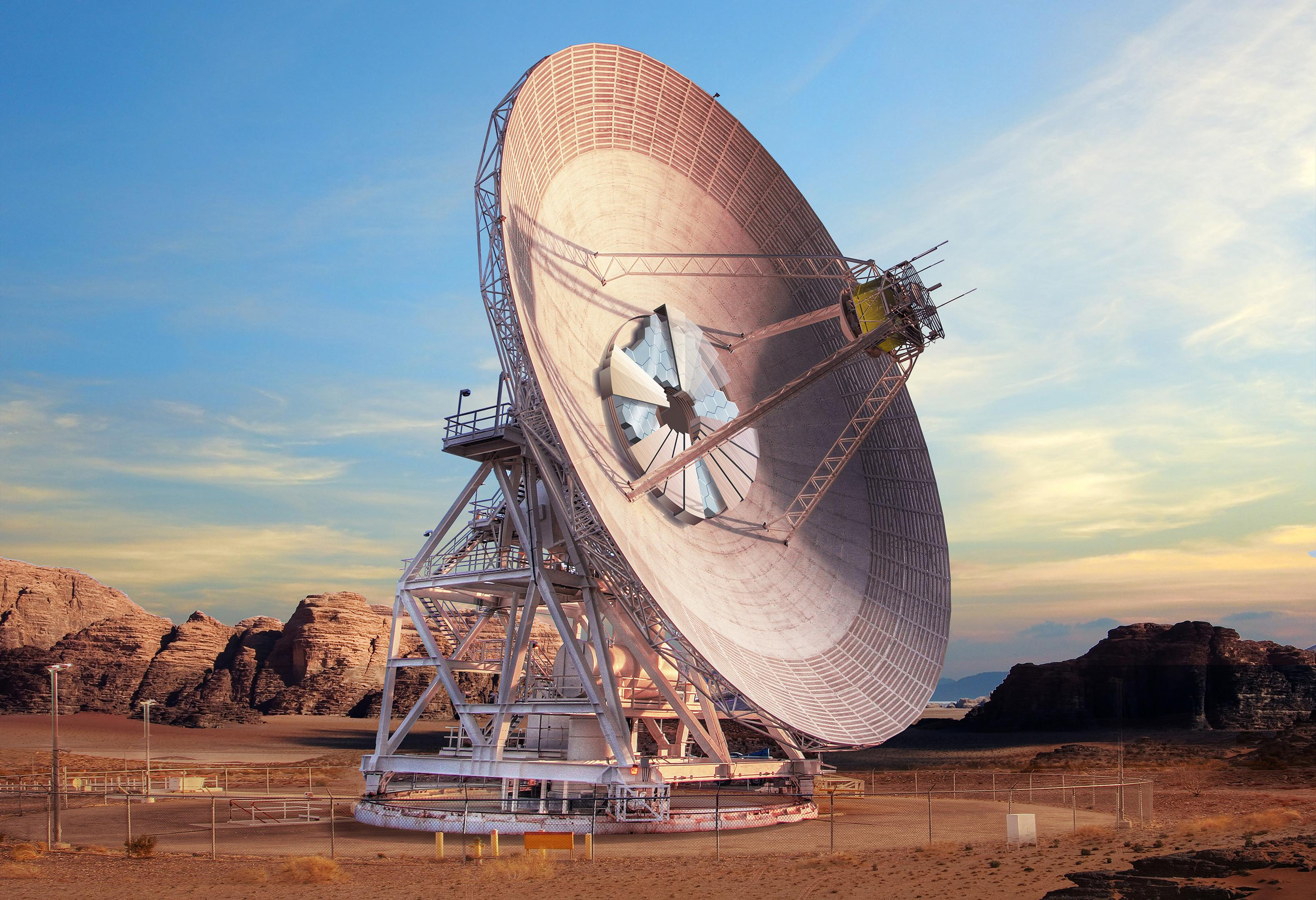
Anténa Goldstone v Kalifornii

Deep Space Network zkráceně DSN je mezinárodní síť antén agentury NASA, jejíž řízení zajišťuje Jet Propulsion Laboratory. DSN umožňuje komunikaci s vesmírnými sondami, které se nacházejí v meziplanetárním prostoru. DSN navíc provádí radiový průzkum sluneční soustavy i vzdálenějších částí vesmíru. Tato síť je též využívána pro komunikaci s některými sondami, které obíhají přímo kolem Země. Síť je tvořena trojicí stanic rozmístěných od sebe přibližně 120° zeměpisné délky:
- Goldstone Deep Space Communications Complex (GDSCC) v Mohavské poušti v Kalifornii, USA
- Complejo de Comunicaciones de Espacio Profundo de Madrid (Madrid Deep Space Communications Complex, MDSCC) v Robledo de Chavela, 60 km od Madridu ve Španělsku
- Canberra Deep Space Communication Complex (CDSCC), 40 km daleko od Canberry v Austrálii[1][2]

Toto rozmístění stanic umožňuje nepřetržitou komunikaci s objekty ve vesmíru, i přes postupné otáčení Země. Všechny tři stanice se nacházejí v lokální depresi obehnané horami, které fungují jako částečné stínění před okolním elektromagnetickým šumem.

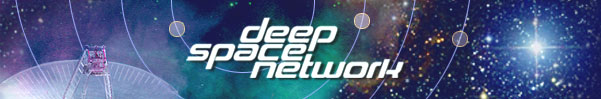
Logo Deep Space Network

DSN je jednak využívána pro řízení a navigaci sond a dále pak pro příjem sondami vysílaných dat a vědeckých informací. Vyjma americké NASA bylo vybavení (dle zdroje z roku 2004) využíváno i evropskou agenturou ESA a japonskou JAXA.